# Legal (Alberta)
Pour les articles homonymes, voir Legal.
Legal est une ville (town) de l'Alberta (au Canada) située au nord d'Edmonton et fondée en 1941. En 2011, sa population est évaluée à 1 225 habitants.

## Toponymie
La ville est nommée en l'honneur de Mgr Émile-Joseph Legal. Né à Saint-Jean-de-Boiseau en France, il arriva à Saint Albert en août 1881 et en devint l'évêque en 1902 à la mort de Vital-Justin Grandin.

## Démographie
| 2001  | 2006  | 2011  | 2016  |
| ----- | ----- | ----- | ----- |
| 1 058 | 1 192 | 1 225 | 1 345 |

## Historique
Vers la fin du XVIIIe siècle et au début du XIXe siècle, différents colons des États-Unis, des provinces de l'Est du Canada et d'Europe commencent à s'installer dans la région actuelle de Legal. Parmi les premiers colons, on retrouve notamment Théodore Gelot et Eugène Ménard, deux Français installés en Californie arrivés à Legal en 1894. La majorité qui suivit provient du Québec, alors attirés par les terres fertiles[réf. nécessaire].
En 1911, on fonde officiellement le village de Légal. Jean-Baptiste Côté résident de Légal et originaire de l'Île-Verte au Québec, officiait comme Juge de Paix.  Légal acquiert le statut municipal de ville (town) le 1er janvier 1998[réf. nécessaire].  
La ville a officiellement un statut bilingue depuis le 1er avril 2000.

## Lieux touristiques
Bien que la ville soit majoritairement anglophone (16 % ont comme langue maternelle le français en 2006) on retrouve encore plusieurs traces de l'histoire du passage des francophones dans la région. Au niveau fédéral, on a d'ailleurs proclamé Legal comme la « Capitale nationale des peintures murales francophones » avec ses 33 murales.